# Ahora es nuestra la ciudad
Ahora es nuestra la ciudad es el primer álbum en vivo de Los Gardelitos. Fue registrado en una serie de recitales en el Estadio Obras Sanitarias, los días 23, 24 y 25 de junio de 2006, y editado de manera independiente durante el mes de octubre del mismo año. Repasa canciones de sus discos anteriores y algunas canciones inéditas que serían incluidas en su próximo trabajo discográfico, interpretados en formato de trío y matizados con el aporte sonoro de músicos invitados.

## Lista de canciones
1. Introducción gardeliana
2. Anabel
3. Los chicos de la esquina
4. No puedo parar mi moto
5. Máquinas viejas
6. Una roca en el humo
7. Envuelto en llamas
8. Nadie cree en mi canción
9. Corazón bailando al viento
10. El sobreviviente
11. Cobarde para amar
12. Los querandíes
13. El último hombre del bar
14. Gardeliando

## Músicos
- Eli Suárez: voz y guitarra eléctrica
- Martín Alé: bajo
- Horacio Alé: batería